# Iakov Malik
Pour les articles homonymes, voir Malik.
Iakov Alexandrovich Malik (russe : Яков Александрович Малик), (6 décembre 1906 - 11 février 1980), est un diplomate russe, ambassadeur de l'Union soviétique auprès des Nations unies de 1948 à 1952 et de 1968 à 1976.

## Carrière diplomatique
Lors de la résolution 82 du Conseil de sécurité des Nations unies le 25 juin 1950, Malik boycotte la présence de Tsiang Tingfu (en), le représentant de la Chine nationaliste. Son absence permet à la résolution d'être votée à l'unanimité avec un vote de 9-0.
Le 23 juin 1951 dans l'enceinte de Nations unies, il propose un armistice à la guerre de Corée entre la Chine et la Corée du Nord d'un côté, et la Corée du Sud, les États-Unis et d'autres forces des Nations unies de l'autre.
Malik est aussi connu pour avoir donné au Conseil de sécurité des Nations unies les raisons de l'URSS pour l'occupation de la Tchécoslovaquie en août 1968. Il met son veto à deux résolutions relatives à l'invasion (résolution demandant la libération des hommes politiques tchécoslovaques arrêtés et le retrait des armées communistes de Tchécoslovaquie et résolution demandant le choix de l'envoyé spécial de la Tchécoslovaquie).
En 1955, alors qu'il est ambassadeur de l'Union soviétique au Royaume-Uni (en poste de 1953 à 1960), il allume les illuminations de Blackpool (en).